# Metamorphosiz:The End Remixes Vol.2
Metamorphosiz:The End Remixes Vol.2 е вторият ремикс албум от канадската рок и нео метъл група Thousand Foot Krutch, издаден на 2 юли 2013 година.

## Песни
1. Fly On The Wall (The Robbie Bronnimann Mix) 4:46
2. The End Is Where We Begin (Solomon Olds Remix) 3:24
3. Courtesy Call (Rui Da Silva Remix) 4:07
4. Down (Andy Hunter° Remix) 5:30
5. Be Somebody (The Robbie Bronnimann Mix) 4:21
6. So Far Gone (Joshua Silverberg Remix) 3:28

## Членове на групата
- Тревър Макневън – вокал
- Стив Августин – барабан
- Джоел Брюйер – соло Китара